# 国際連合安全保障理事会決議953
国際連合安全保障理事会決議953 (こくさいれんごうあんぜんほしょうりじかいけつぎ953、英: United Nations Security Council Resolution 953: UNSCR953) は、
1994年10月31日に国際連合安全保障理事会で採択された第二次国際連合ソマリア活動の期間を1994年11月4日まで延長する決議。本決議は国際連合安全保障理事会決議946により採択された、第二次国際連合ソマリア活動の方針を決定する前にソマリアへ部隊を派遣し、活動を検討するための延長である。